# Eudejeania argyropa
Eudejeania argyropa là một loài ruồi trong họ Tachinidae.